# Mihail Alekszandrovics Csehov
Mihail Alekszandrovics Csehov, (oroszul: Михаил Александрович Чехов), (Szentpétervár, 1891. augusztus 28./a régi orosz naptár szerint augusztus 16. – Beverly Hills, 1955. szeptember 30.) orosz színész, rendező, antropozófus.

## Élete

### Oroszország
Apja Alekszander Pavlovics Csehov (1855–1913), író, anyja Natalja Alekszandrovna Golden volt.
A fiatal Mihail már családi környezetben megismerhette az orosz irodalmat: nagybátyja az író, Anton Pavlovics Csehov volt.
1907-ben, 16 évesen jelentkezett Szuvorin szentpétervári színésziskolájába, klasszikus dráma-szakra.
1911 októberében, Alekszej Tolsztoj Fjodor cárjában debütált a Kis Szuvorin Színházban.
„Átváltozás – ez az, ami után tudatosan vagy öntudatlanul a színésztermészet sóvárog.”
21 éves volt, amikor Olga Leonardovna Knipper-Csehova, az író feleségének ajánlására Sztanyiszlavszkij felvette a moszkvai Művész Színházba. „Kétszáz éves” aggastyánokat alakított huszonévesen.
1913-ban Mihail apja gégerákban meghalt.
1914 szeptemberében feleségül vette Olga Konsztantyinovna Knipper (1897–1980) színésznőt. 1916. szeptember 9-én megszületett egyetlen gyermekük: Ada Csehova.
1917-ben elváltak, aminek egyik oka Csehov alkoholizmusa volt. Olga Konsztantyinovna lányával együtt Berlinbe költözött.
Csehov idegösszeomlás miatt fél évig szüneteltette színházi munkáját. Ezalatt megismerte Rudolf Steiner műveit, és személyesen is hallgatta előadásait.
1918 júniusában Csehov másodszor is megnősült; új felesége Xenia Ziller lett.
28 éves volt Csehov, amikor anyja meghal tífuszban.
Az országban uralkodó állapotok ellenére lakásán színiiskolát nyitott; Borisz Bugajevvel (Andrej Belij) tanfolyamot szervezett a nyelv, a mozgás és a ritmus kapcsolatáról.
1922-ben Csehov a moszkvai Művész Színház Első Stúdiójának vezetője lett.
1923-ban a Szovjetunióban betiltották az Antropozófiai Társaság működését; katakomba-keresztényként azonban tovább működtek. Antropozófiai ihletésű darabokat rendeztek, színpadra alkalmazták Belij Pétervár c. regényét, melyben Csehov is játszott; ő maga az euritmiát is beépítette tananyagába.
1924-től a Művész Színház úgynevezett Második Stúdiójának lett művészeti vezetője.
33 évesen alakította híres Hamletjét, melyért Érdemes Művész címet kapott.
1928-ban jelent meg A színészhez c. könyve.
Ekkor az orosz antropozófusokat már nyíltan üldözték, sokan munkatáborokban vesztették életüket. Csehov sorsa is – amikor felszólalt Shakespeare és Goethe darabjainak mellőzése miatt –, megpecsételődni látszott. Egy „magas ismeretségű” nőismerőse segítségével útlevelet szerzett és feleségével együtt elhagyta a Szovjetuniót.

### Európa
Berlinbe mentek, ahol első felesége szerzett nekik lakást; Csehov így lányát is többet láthatta.
Két évig Max Reinhardttal dolgozott együtt. Több filmben is szerepet kapott, némelyikben Olga Konsztantyinovnával játszott együtt.
1930-tól Párizsban élt, ahol orosz színházat alapított emigráns színészek számára.
1932-től Rigában játszott; operát is rendezett: színpadra vitte Wagner Parzifalját.
1936-tól az angliai Dartington Hallban színiiskolát alapított Chekhov Theatre Studio néven; euritmiát és beszédművészetet is oktatott.

### Amerika
1938 decemberében áttelepült az Amerikai Egyesült Államokba.
1939-ben Ridgefieldben nyitotta meg új stúdióját Chekhov Theatre Players néven. Ám amikor az USA hadba lépésekor férfiszínészeit besorozták, a stúdiót kénytelen volt bezárni.
1942-ben megjelenik angolul is A színészhez.
1945-ben Oscar-díjra jelölték a Spellbound (Elbűvölve) c. filmben nyújtott alakításáért.
1946-ban Csehov felvette az amerikai állampolgárságot.
1947-ben Hollywoodban alapított stúdiót, ahonnan tanításai nyomán a legnevesebb amerikai színészek kerültek ki.
Nála tanult többek között Yul Brynner, Anthony Hopkins, Jack Nicholson, Gregory Peck, Anthony Quinn.
Mihail Csehov Rudolf Steiner misztériumdrámáinak színrevitelét is tervezte, ám erre már nem volt lehetősége.
1955. szeptember 30-án, Beverly Hillsben halt meg. Hamvait a Forest Lawn Cemetery őrzi, Los Angelesben. Kaliforniai birtokát Nyugat-Németországban élő lányára hagyta, aki szintén színész lett.

## Főbb művei
- Путь актера (1928, A színészhez)

### Magyarul
- Vahtangov próbál. In: Vahtangov műhelye (Gondolat, Bp., 1979)
- A színészhez. A színjátszás technikájáról; ford., jegyz., utószó Honti Katalin, ill. Nyikoláj Remiszov; Polgár, Bp., 1997

## Ajánlott irodalom
- Antony Beevor: Olga Csehova. Hitler kedvenc színésznője (Bp., 2005) [halott link]